# Prosopogryllacris rotundimacula
Prosopogryllacris rotundimacula är en insektsart som beskrevs av Ichikawa 2001. Prosopogryllacris rotundimacula ingår i släktet Prosopogryllacris och familjen Gryllacrididae. Inga underarter finns listade i Catalogue of Life.